# يوسوكي شيمادا
يوسوكي شيمادا (باليابانية: 島田 裕介) (مواليد 19 يناير 1982)، هو لاعب كرة قدم ياباني سابق كان يلعب كلاعب وسط.

## وصلات خارجية
- يوسوكي شيمادا على موقع رابطة كرة القدم اليابانية للمحترفين (اليابانية)
- يوسوكي شيمادا على موقع دوري كوريا الجنوبية (الإنجليزية)
- يوسوكي شيمادا على موقع قاعدة بيانات كرة القدم.إي يو (الإنجليزية)
- يوسوكي شيمادا على موقع Soccerway.com (الإنجليزية)
- يوسوكي شيمادا على موقع عالم كرة القدم.نت (الإنجليزية)